# Friedrichswerth

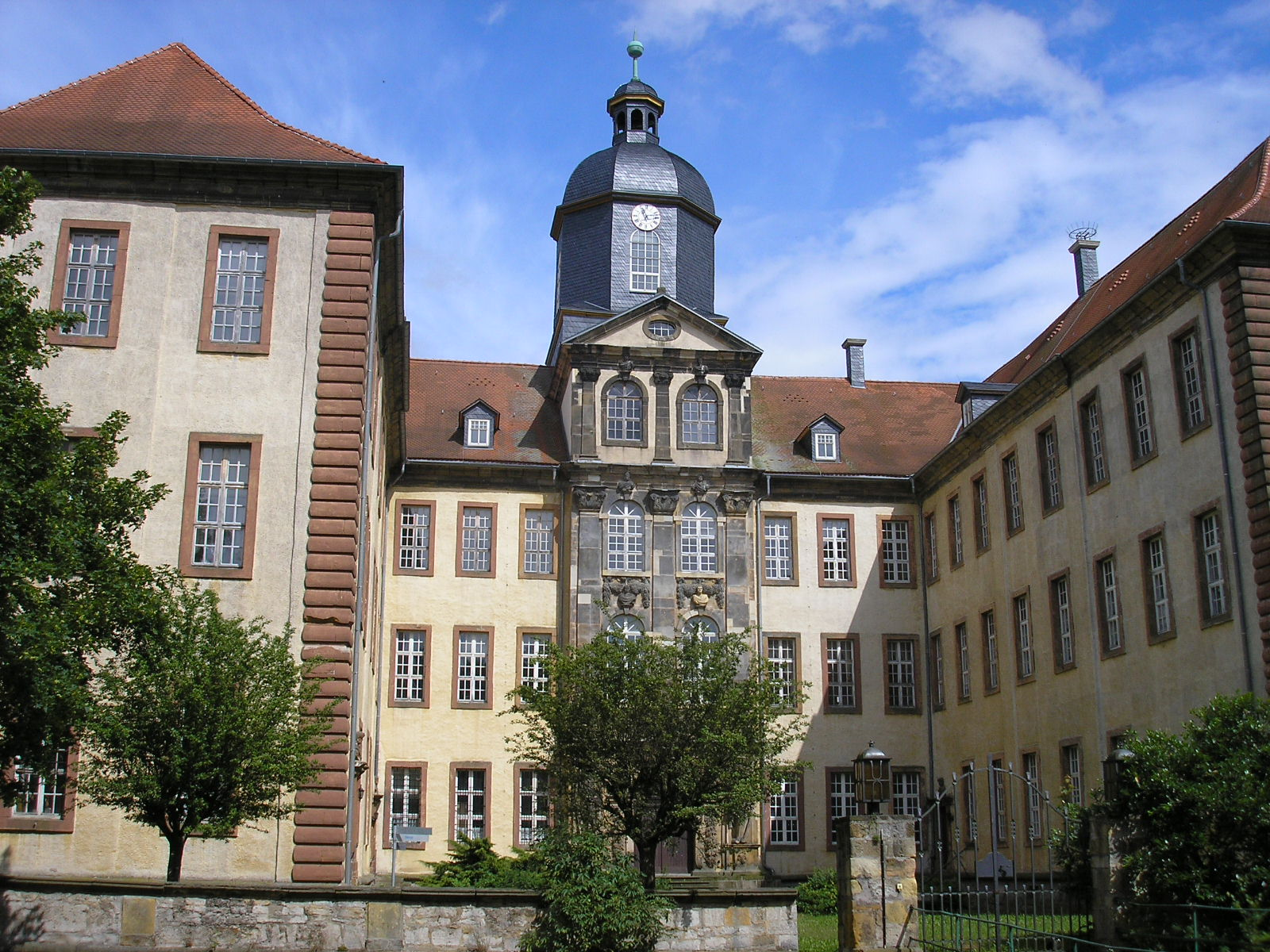
Das barocke Schloss Friedrichswerth

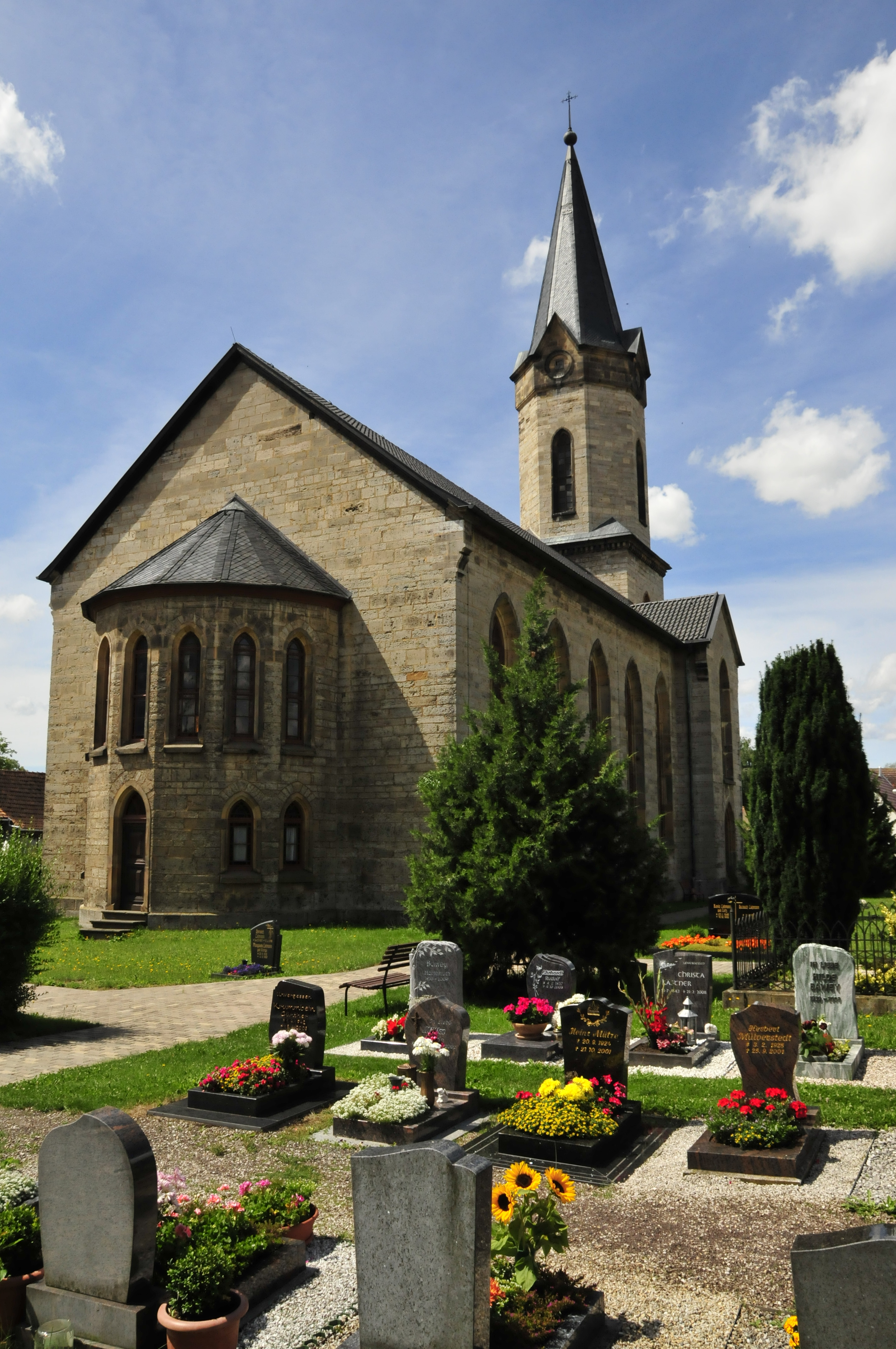
Kirche in Friedrichswerth

Friedrichswerth (bis 1685 „Erffa“) ist ein Ortsteil der Landgemeinde Nessetal im thüringischen Landkreis Gotha.

## Geografische Lage
Friedrichswerth befindet sich am rechten Ufer der Nesse in einer fruchtbaren Talniederung, die nach Süden und Westen von kleinen Anhöhen umgeben ist und sich nach Nordwesten allmählich erweitert. Den größten Teil des Jahres weht der so genannte „Nessetalwind“, der, dem Laufe der Nesse folgend, von Ost nach West und umgekehrt seine Richtung einschlägt. Im Westen sind der sagenumwobene Große Hörselberg und im Süden der Inselsberg, Thüringens vierthöchster Berg, zu sehen.

## Geschichte
Im heutigen Ortsbereich fand sich eine Siedlung mit Gräbern der älteren Linienbandkeramik. In näherer Umgebung gab es zudem Funde der jüngeren Linienbandkeramik sowie der Stichbandkeramik.
Zu Beginn des 9. Jahrhunderts wurde der Ort erstmals als villa Erphohi in einem Verzeichnis der Güter des vom Erzbischof Lullus († 786) von Mainz erbauten Klosters Hersfeld erwähnt, das Geschlecht der Herren von Erffa jedoch zuerst urkundlich 1170 mit Hartungus de Erfaha. genannt. Dieses ehedem edelfreie Adelsgeschlecht war den deutschen Kaisern verpflichtet und trieb für die Klöster den Zehnten ein. Da die Nesse in diesem Abschnitt sumpfig war, erbauten sie ihren Stammsitz als Wasserburg Erffa. Von Kaiser Heinrich wurde dem Kloster zu Fulda der Wildbann in dem thüringischen Gau und der Mark Lupenzo (um Großenlupnitz) zugeeignet. Innerhalb der Grenzen dieses Gebietes fällt das heutige Friedrichswerth.
Das Nessetal war im Mittelalter stärker vom Durchgangsverkehr betroffen als heute. Ein Ast der Hohen Straße lief auf dem Kamm des gegenüberliegenden Höhenzuges von Hastrungsfeld über Ebenheim, Metebach, und dem Krahnberg nach Gotha. Das Nessegebiet westlich von Gotha zählte zum Kern der Landgrafschaft Thüringen. Die hier sitzenden Adelsgeschlechter in Eberstädt, Sonneborn, Goldbach und Wangenheim hatten zum Teil schon im 13. Jahrhundert hohe Ämter am landgräflichen Hof erworben. Weniger behaglich war das Leben der bäuerlichen Bevölkerung zu Beginn des 16. Jahrhunderts. Die Dörfer im Nessetale beteiligten sich fast geschlossen um Ostern 1525 am Sturm auf das  Kloster Georgenthal. Sie wollten mit dem Aufstand ihre Lage erträglicher machen, der sogenannte Bauernkrieg endete in Thüringen mit einer Niederlage. Viele beteiligte Orte hatten harte Strafen als Wiedergutmachung zu leisten; Erffa wurden 300 Gulden Bußgelder auferlegt, das benachbarte Mechterstädt wurde mit 800 Gulden abgestraft, Bauern, die als besonders querulant galten, wurden als Abschreckung hingerichtet.
1677 kam Herzog Friedrich I. aus Gotha auf einem Ausflug in den Ort. Er gefiel ihm so gut, dass er den Erffas die Wasserburg samt Grund und Boden abkaufte. Er ließ sie abreißen und an ihrer Stelle das barocke Schloss Friedrichswerth errichten, in dessen Südflügel entstand als Einbau im Erdgeschoss die Schlosskirche. Der „Verwaltungsbezirk Friedrichswerth“, der die Orte Friedrichswerth, Metebach und Neufrankenroda umfasste, gehörte in der späteren Zeit zum Amt Gotha. Das Schloss ist ein geschütztes Kulturdenkmal im Landkreis Gotha.
Am 1. Januar 2019 wurden die zuvor selbständigen Gemeinden Friedrichswerth, Ballstädt, Bufleben, Brüheim, Goldbach, Haina, Hochheim, Remstädt, Wangenheim, Warza und Westhausen zur Landgemeinde Nessetal zusammengeschlossen. Friedrichswerth war Mitglied der Verwaltungsgemeinschaft Mittleres Nessetal.

## Tourismus und Sehenswürdigkeiten
- Friedrichswerth besitzt eine weitgehend erhaltene Ortslage mit einigen barocken Bauwerken, die im Zusammenhang mit dem Schlossbau entstanden. Zu ihnen gehört das nördlich angrenzende Gut und ein bei der Kirche erbautes Waisenhaus.[5]
- Der zum Schloss gehörige Barockgarten steht als Parkanlage unter Denkmalschutz.[5]
- Mit dem Bau des Waisenhauses (Lage→) wurde am 3. Juni 1712 begonnen. Als Stifter traten der Rat und Landdrost Otto Christoph Schulze und seine Frau Dorothea Margaretha in Erscheinung. Die Eheleute besaßen zu jener Zeit unter anderem das Schloss Molsdorf. Zum Bau verwandte man die Steine der 1690 begonnenen, aber nicht vollendeten Dorfkirche (siehe unten). Der Bau dauerte zwei Jahre. Der Stifter hatte vor Beginn der Bauarbeiten zwei Bauernhöfe nebst Ländereien gekauft, um das Vorhaben zur Ausführung zu bringen. Die Stiftungsurkunde wurde in Schloss Molsdorf am 6. Februar 1723 ausgestellt. Schon in ihr wurde das Gebäude als Waisenhaus definiert, in dem Witwen und Waisenkinder aufgenommen und zu gottesfürchtigen und braven Menschen herangezogen werden sollten. Die ersten Aufnahmen erfolgten am 10. Juli 1724 mit zwölf Waienknaben, zwei Weibern, einem Hausknecht nebst Waisenvater und seinem Weib. Neben den Baukosten von 16.000 Talern erhielt die Stiftung von den Eheleuten Schulz noch weitere 12.000 Taler zur Erhaltung und nach deren Tod nochmals 12.000 Reichstaler. Das Haus stand unter der unmittelbaren Aufsicht des gothaischen Staatsministeriums, während der Ortspfarrer das Amt des Inspektors bekleidete. Er nahm die Aufnahmegesuche entgegen und prüfte die Aufnahmeeignung der angemeldeten Knaben. Es wurden Voll- und Halbwaisen im Alter von sieben bis zehn Jahren aufgenommen. Gegen ein jährliches Kostgeld von 210 Mark wurden auch Nichtwaisen aufgenommen. Die Entlassung der Knaben erfolgte nach ihrer Konfirmation, danach vermittelte man sie in Handwerksbetriebe der Region als Lehrlinge. Bis ins 20. Jahrhundert beherbergte das Haus Waisenkinder. Nach dem Zweiten Weltkrieg wurden einige Räume als Wohnungen genutzt. Eine Berufsschule zog 1947 ein. Von 1960 bis zur Wende war eine Polytechnische Oberschule hier untergebracht, danach wurde das Gebäude umgestaltet. Heute beherbergt es das Bürgermeisteramt und Räume für Versammlungen und Feiern. In der ersten Etage befindet sich ein Heimatmuseum nebst einer Wohnung. Die zweite Etage ist noch renovierungsbedürftig; Ausstellungen und Benefizkonzerte sollen die Finanzierung der Arbeiten unterstützen.[6][7]
- 1858 wurde die 500 Jahre alte Kirche abgerissen, die auf dem „Kirchplatz“ stand (Ecke Haackstraße und Straße zur Villa Meyer)[8]. Die heutige Gustav-Adolf-Kirche in der Ortsmitte wurde 1855 errichtet.[5] Die im neogotischen Baustil 1855–1860 errichtete Dorfkirche wurde von einem kinderlosen Ehepaar, dem damaligen Domänenrat Eduard von Hagen und seiner Frau Wilhelmine gestiftet. Der Bau wurde 1860 eingeweiht und besitzt auf der Westseite einen viergeschossigen Turm. Das rechteckige Langhaus besitzt einen polygonalen Chor. Die Innenmalerei stammt von den Gebrüdern Franz aus Gotha, die Orgel vom Orgelbauer Knauf aus Tabarz. Das Geläute aus drei Glocken erzeugt den Akkord aus E, Gis und H. Eine Gedenkgrabstätte zu Ehren des Stifterehepaars befindet sich auf dem Friedhof. Bereits 1690 hatte man mit dem Bau einer Kirche begonnen, der jedoch aufgrund des plötzlichen Tods von Friedrich I. auf seinem Schloss in Friedrichswerth nicht beendet werden konnte. Die Steine wurden für den Bau des oben erwähnten Waisenhauses verwandt.
- Der wohl bekannteste Sohn Friedrichswerths ist der Kartograph Hermann Haack, er wurde hier am 29. Oktober 1872 in Friedrichswerth geboren, sein Elternhaus ist mit einer Hinweistafel markiert.[5]
- 1,5 km nördlich von Friedrichswerth, unmittelbar jenseits der Gemarkungsgrenze, auf dem Gebiet von Behringen, befindet sich der Leichberg mit 325 m ü. NN als höchste Erhebung der Gemarkung, auf dem Gipfel hat man 1896 für Fürst Bismarck ein Denkmal errichtet. Die Gedenkstätte wurde im Jahr 2009 restauriert.[9]
- Siehe auch: Liste der Kulturdenkmale in Nessetal

## Wirtschaft und Infrastruktur

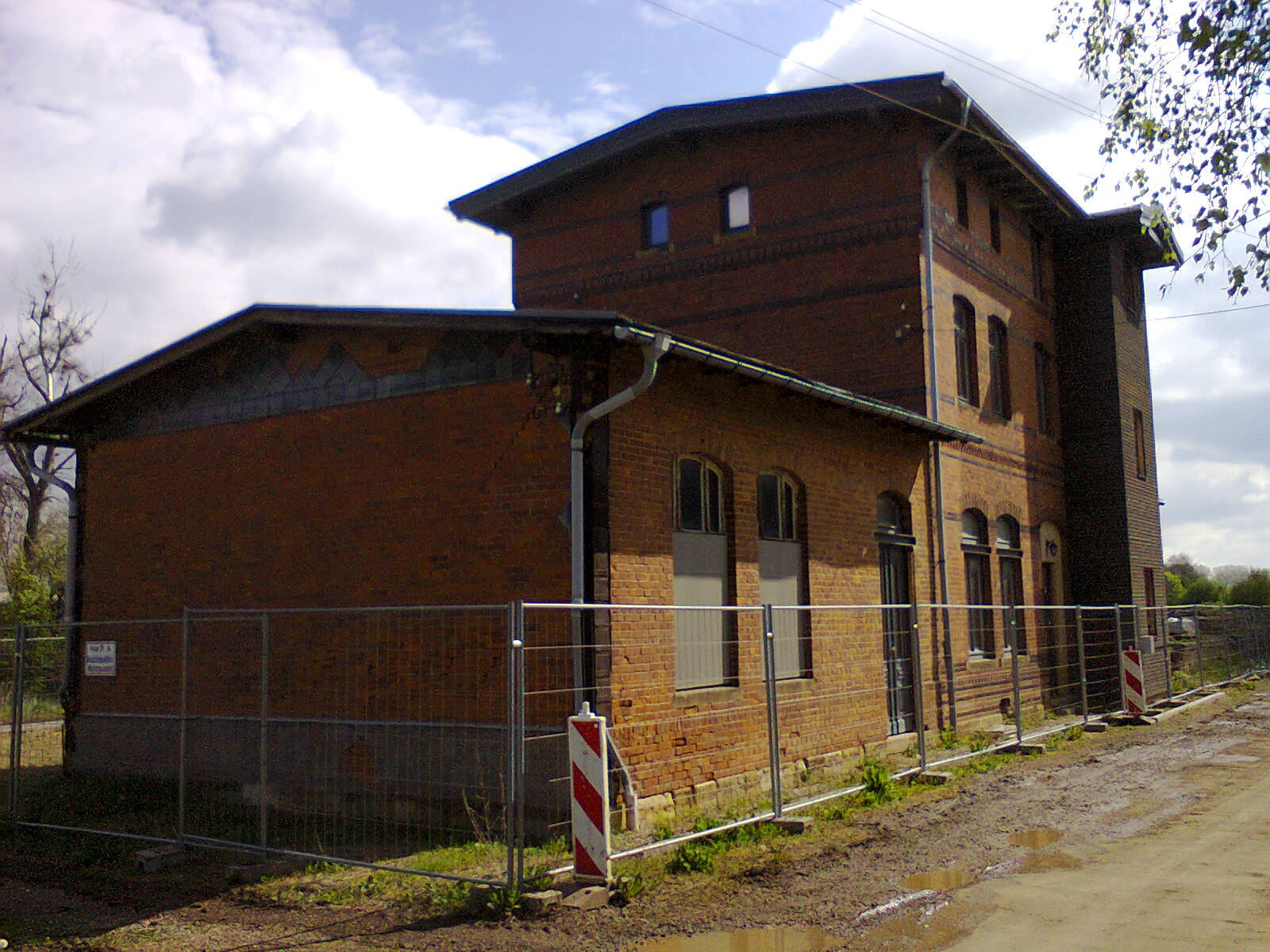
Der ehemalige Bahnhof Friedrichswerth

### Verkehr
Über die Landesstraße 1029 ist Friedrichswerth mit den Orten Behringen und Weingarten verbunden und die Landesstraße 1030 verbindet den Ort mit Brüheim. Haina und Friedrichswerth sind mittels der Friedrichswerther Straße verbunden.
Friedrichswerth war bis 1947 Haltepunkt, von 1954 bis 1994 Endpunkt der Nessetalbahn. Die am 1. Mai 1890 eröffnete Strecke war eine eingleisige Nebenbahn, die in Bufleben von der Bahnstrecke Gotha–Leinefelde abzweigte und über Friedrichswerth bis 1947 nach Großenbehringen und ab 1954 zum Truppenübungsplatz Kindel führte. Die Strecke wurde am 31. Dezember 1994 stillgelegt und 2007 abgebaut. Der Nessetal-Radweg führt auf der ehemaligen Bahntrasse an Friedrichswerth vorbei.

### Wasser und Abwasser
Die Wasserver- und Abwasserentsorgung wird durch den Wasser- und Abwasserzweckverband Mittleres Nessetal sichergestellt.

### Telekommunikation
Die Deutsche Telekom betreibt in Friedrichswerth den Hauptverteiler für den Vorwahlbereich 036254.

## Sonstiges

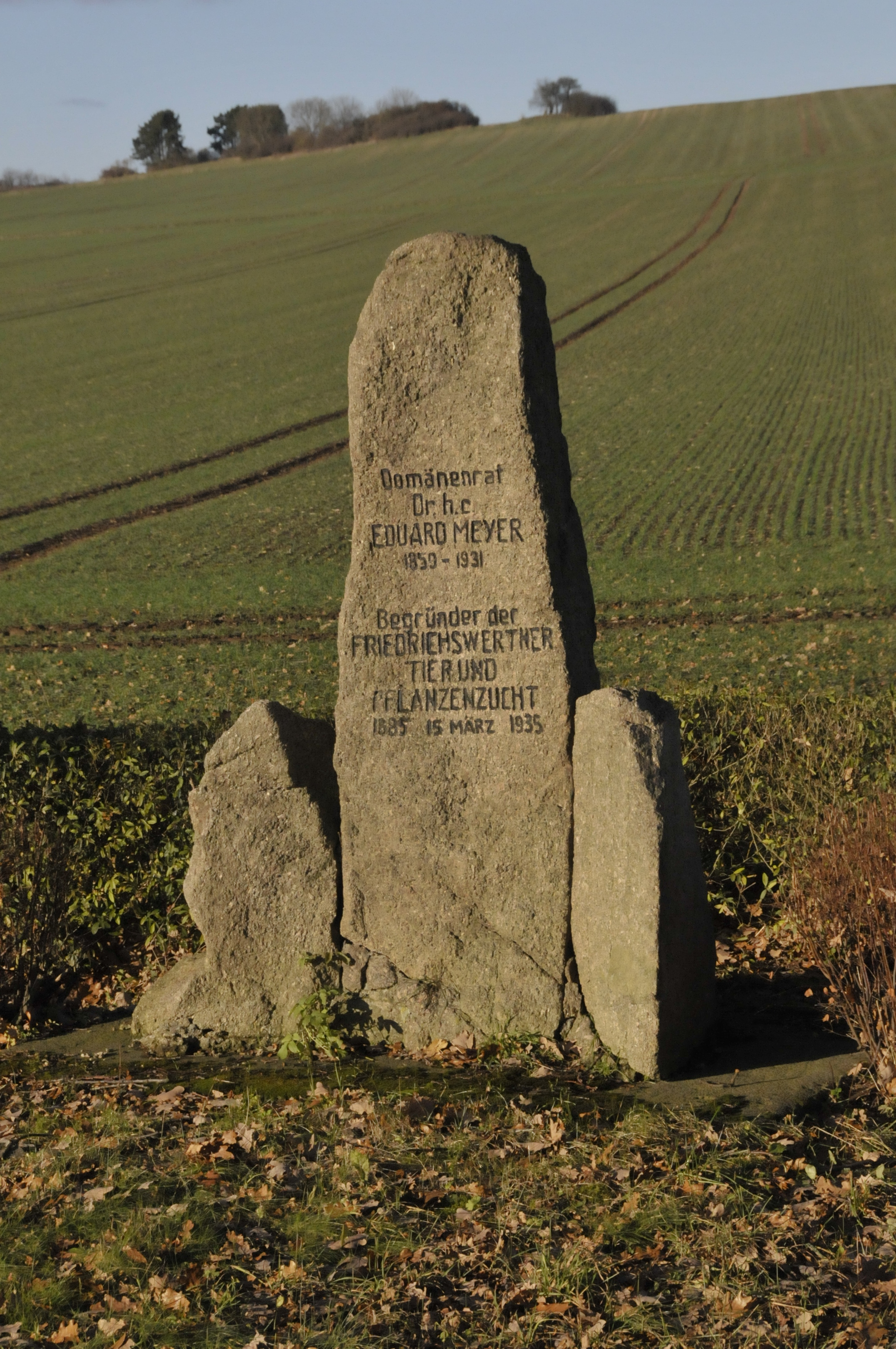
Meyer-Denkmal

- Die wissenschaftliche Deutung des Ortsnamens Friedrichswerth lautet Friedrichs Insel – was auch zutrifft, denn das Schloss steht wie auf einer Insel inmitten breiter Wassergräben. Von Einheimischen wird der Name wie folgt hergeleitet: Weil dem Herzog Friedrich das Dorf Erffa einst so viel ‚werth‘ war, hat er auch gleich das ganze Dorf nach sich benannt (Friedrichswerth: „Friedrich ist es werth“!)
- Eduard Meyer begründete in Friedrichswerth die bekannt gewordene Tier- und Pflanzenzucht. Ein Denkmal zu seinen Ehren steht außerhalb des Ortes an der Straße nach Brüheim. Die „Villa Meyer“ neben dem Schloss erinnert an den Reichtum der Familie.

## Persönlichkeiten
- Wolfgang Müller-Wiener (* 1923 in Friedrichswerth; † 1991 in Istanbul), Bauforscher, Professor für Baugeschichte